# Classe Atlanta
La classe Atlanta era una classe di incrociatori leggeri della United States Navy, composta da undici unità entrate in servizio tra il 1941 e il 1946; erano navi leggere, e il loro compito principale era la difesa contraerea, tanto che esse erano armate con torri binate da 127/38mm ed operarono per tutta la Seconda guerra mondiale

## Descrizione tecnica

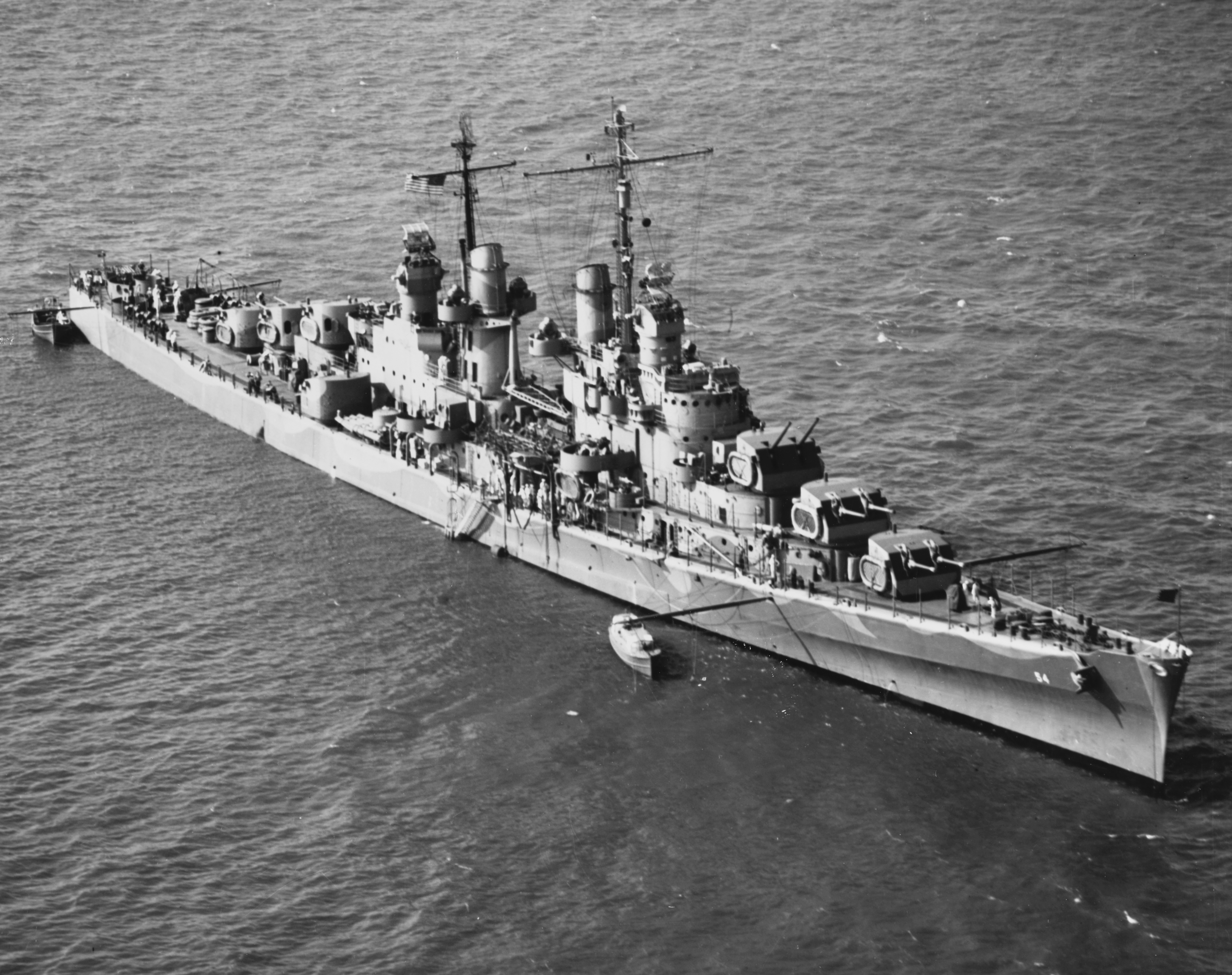
L'incrociatore USS San Juan (CL-54)

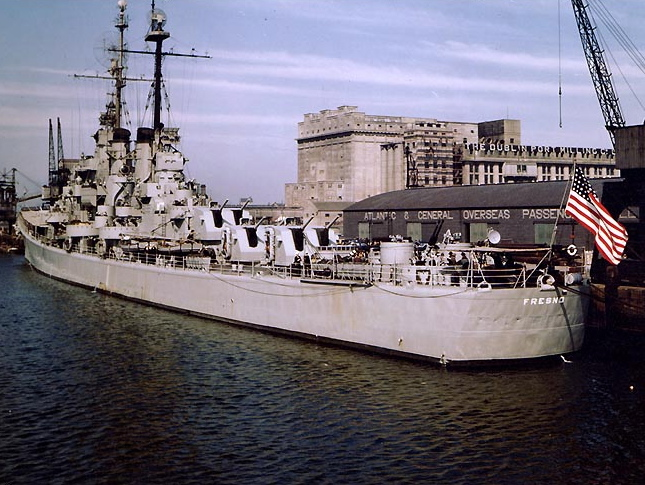
L'incrociatore USS Fresno (CL-121)

Sul piano costruttivo gli Atlanta erano navi a ponte continuo con un accentuato cavallino, la prua aveva fiancate a spigolo. Una novità, che venne poi ripetuta su tutte le altre classi di incrociatori ma in generale su tutte le navi militari americane da allora, fu quella della mancanza di aperture nello scafo. Le sovrastrutture erano suddivise in due blocchi con due alti fumaioli sottili e slanciati.

### Propulsione
La propulsione, a differenza che per le altre classi di incrociatori americani, era su due assi. Mentre l'apparato evaporatore verteva su quattro caldaie Babcock & Wilcox. La velocità massima operativa era quella classica delle unità maggiori americane cioè 33 nodi. Con l'imbarco di 1435 tonnellate di nafta l'autonomia risultava di circa 7500 mn alla velocità di 15 nodi.

### Armamento
L'armamento era incentrato sul pezzo multiruolo da 127/38 Mk 12 installato in impianti binati Mk 32 imbarcato sino ad allora come armamento secondario delle corazzate e degli incrociatori e, successivamente, sui caccia delle classi Allen M. Sumner e Gearing. Il cannone navale bivalente da 127/38mm è da considerarsi una delle armi navali di maggior successo della Seconda Guerra Mondiale. Entrato in servizio, nelle prime versioni, nel 1934 era un'arma con una velocità iniziale di circa 800 m/s ed una gittata massima di 16.500 m nel tiro navale e di 11.500 nel tiro antiaereo, la cadenza di tiro era di circa 15 colpi al minuto.
Il numero dei pezzi variò a seconda della serie costruttiva. Le prime quattro unità (CL 51 - CL 54) imbarcavano otto impianti così disposti: sei lungo l'asse longitudinale, tre a prua sovraelevati l'uno rispetto all'altro e tre a poppa anch'essi sopraelevati come a prora, gli altri due erano collocati ai lati a circa due terzi della lunghezza della nave verso poppa. Con la seconda serie (CL 95 - CL 98) il numero dei pezzi venne ridotto a dodici abolendo le due torrette ai lati verso poppavia. Nella terza serie (CL 119 - CL 121) infine, pur mantenendo lo stesso numero di pezzi rispetto alla seconda serie, variò leggermente la disposizione nel senso che le torrette estreme vennero collocate allo stesso livello mentre rimasero sopraelevate solo quelle più interne.
Le unità erano dotate anche di due impianti quadrupli di tubi lanciasiluri da 533mm. Gli impianti erano collocati ai lati della sovrastruttura poppiera immediatamente a proravia delle torrette laterali da 127/38. Tali impianti vennero comunque imbarcati solo sulle prime otto unità venendo sbarcati nei primi anni del dopoguerra.

## Le unità
| Classe Atlanta    | Classe Atlanta | Classe Atlanta                     | Classe Atlanta    | Classe Atlanta    | Classe Atlanta   | Classe Atlanta                       | Classe Atlanta |
| Distintivo Ottico | Nome           | Cantiere                           | Impostazione      | Varo              | Consegna         | Sorte                                |                |
| ----------------- | -------------- | ---------------------------------- | ----------------- | ----------------- | ---------------- | ------------------------------------ | -------------- |
| CL-51             | Atlanta        | Federal S.B. & D.D.,Kearny         | 22 aprile 1940    | 6 settembre 1941  | 24 dicembre 1941 | Affondato 13 novembre 1942           |                |
| CL-52             | Juneau         | Federal S.B. & D.D.,Kearny         | 27 maggio 1940    | 25 ottobre 1941   | 14 febbraio 1942 | Affondato 13 novembre 1942           |                |
| CL-53             | San Diego      | Bethlehem Steel Co. Quincy         | 27 marzo 1940     | 26 luglio 1941    | 10 gennaio 1942  | Radiato 1º marzo 1959 e demolito     |                |
| CL-54             | San Juan       | Bethlehem Steel Co. Quincy         | 15 maggio 1940    | 6 settembre 1941  | 28 febbraio 1942 | Radiato 1º marzo 1959 e demolito     |                |
| CL-95             | Oakland        | Bethlehem Steel Co., San Francisco | 15 luglio 1941    | 23 ottobre 1942   | 17 giugno 1943   | Radiato 1º marzo 1959 e demolito     |                |
| CL-96             | Reno           | Bethlehem Steel Co., San Francisco | 1º agosto 1941    | 23 dicembre 1942  | 28 dicembre 1943 | Radiato 1º marzo 1959 e demolito     |                |
| CL-97             | Flint          | Bethlehem Steel Co., San Francisco | 1º agosto 1941    | 25 gennaio 1944   | 31 agosto 1944   | Radiato 1º settembre 1965 e demolito |                |
| CL-98             | Tucson         | Bethlehem Steel Co., San Francisco | 23 dicembre 1942  | 3 settembre 1944  | 3 febbraio 1945  | Radiato 1º giugno 1966 e demolito    |                |
| CL-119            | Juneau         | Federal S.B. & D.D.,Kearny         | 15 settembre 1944 | 15 luglio 1945    | 17 maggio 1946   | Radiato 15 aprile 1972 e demolito    |                |
| CL-120            | Spokane        | Federal S.B. & D.D.,Kearny         | 15 novembre 1944  | 22 settembre 1945 | 15 febbraio 1946 | Radiato 1º novembre 1959 e demolito  |                |
| CL-121            | Fresno         | Federal S.B. & D.D.,Kearny         | 12 febbraio 1945  | 5 marzo 1946      | 27 novembre 1946 | Radiato aprile 1965 e demolito       |                |